# Girls Entertainment Mixture
『Girls Entertainment Mixture』（ガールズ エンターテイメント ミクスチャー）は、日本のアイドルグループGEMの1枚目のアルバム。2016年3月23日にiDOL Streetから発売された。

## 概要
「CD+Blu-ray盤」（Type-A）、「CDアルバム盤」（Type-B）、「CDアルバム盤」（Type-C）の3形態で発売。GEMにとっては初めてのオリジナルアルバムで、全活動期間中（2012年 - 2018年）に発売された唯一のCDアルバムである。
各ディスクに収録されているものは以下のとおりである。
- DISC 1 (共通)：シングルのタイトルトラック。曲順はシングルのリリース順。
- DISC 2 (Type-A)：シングルのc/w。曲順はライブ・イベントで初披露された順。そのため収録されているシングルのリリース順とは異なっている。
- DISC 2 (Type-B)：このアルバムのために作られた新作。
- DISC 2 (Type-C)：Liveでの定番曲。曲順はライブ・イベントで初披露された順。
- DICS 3 (Type-A)：ミュージック・ビデオ。曲順はシングルのリリース順。

音楽配信ではダウンロードもストリーミングもDISC 1 → DISC 2 (Type-A) → DISC 2 (Type-B) → DISC 2 (Type-C)の順で収録された1つのアルバムとみなし、1形態のみの販売を行っている(ダウンロードは1曲単位でも購入可能)。
なお、このアルバムについて武田がブログで解説している。

### 初披露・初OA
Type-BのDISC 2に収録された新作について、ライブでの初披露およびラジオでの初OAをまとめる。
「Tears in the sky」は2月14日にラゾーナ川崎で行われたリリースイベント『GEM Event Mixture 2016 〜fly for the future〜』で初披露。2月25日にFM-FUJIの「GIRLS♥GIRLS♥GIRLS =RED ZONE= GEM★カラット」で初OAされた。
「FLY NOW!!」は2月26日に新宿BLAZEで行われた定期公演『GEM Live Mixture 2016 〜3rd STAGE〜』で初披露。3月3日にFM-FUJIの「GIRLS・GIRLS・GIRLS =RED ZONE= GEM★カラット」で初OAされた。
「Party Up」は3月28日に新宿BLAZEで行われた定期公演『GEM Live Mixture 2016 〜3rd STAGE〜』で初披露。3月15日にFM-FUJIの「SLASH & BURN」で初OAされた。
「Clarity」は5月3日に松下IMPホールで行われた『GEM Live Mixture 2016 〜Best 10ct Forever〜』で初披露。3月16日にbayfmの「ON8+1」で初OAされた。
「departure」は5月3日に松下IMPホールで行われた『GEM Live Mixture 2016 〜Best 10ct Forever〜』で初披露。3月17日にFM-FUJIの「GIRLS・GIRLS・GIRLS =RED ZONE= GEM★カラット」で初OAされた。

## 収録曲

### DISC 1 (全Type共通)
1. Girls Entertainment Overture (1:35)
作詞・作曲・編曲：Carlos K.
2. We're GEM! (4:42)
作詞：Litz 作曲：ArmySlick/Jam9 編曲：ArmySlick
  - 1stシングル
3. Do You Believe? (4:16)
作詞：S-KEY-A/Jussi Nikula/Georgie Dennis/Kirsten Joy 作曲：Jussi Nikula/Georgie Dennis/Kirsten Joy
Track produced by Jussi Nikula for DWB MUSIC LTD
  - 2ndシングル
4. Star Shine Story (4:07)
作詞・作曲・編曲：Carlos K.
  - 3rdシングル
5. No Girls No Fun (3:19)
作詞：S-KEY-A/Erik Lidbom/Jeff Miyahara/Kirstine Lind 作曲：Erik Lidbom/Jeff Miyahara/Kirstine Lind
  - 金澤、森岡、小栗、村上、武田、伊山、平野のユニット曲。
6. You You You (3:14)
作詞：S-KEY-A/Shaneequa Febis/Serrano Gaddum 作曲：Shaneequa Febis/Serrano Gaddum
  - 伊藤、森岡、熊代、村上、武田のユニット曲。
7. Delightful Days (3:34)
作詞：S-KEY-A/Erik Lidbom/Ylva Dimberg 作曲：Erik Lidbom/Ylva Dimberg
  - 金澤、南口、小栗、村上、武田、伊山、平野のユニット曲。
8. Baby, Love me! (4:22)
作詞：KAJI KATSURA 作曲・編曲：NA.ZU.NA
  - 4thシングル
9. Fine! 〜fly for the future〜 (3:45)
作詞：Litz 作曲・編曲：NA.ZU.NA
  - 5thシングル

### DISC 2 (Type-A)
1. PAN-PAKA-PAN! (Song by GEM) (3:49)
作詞：小松レナ 作曲：吉田将樹 編曲：BLUE☆BiRDS
  - 1stシングルのc/w
2. Just! Call Me (3:27)
作詞・作曲・編曲：7th Avenue
  - 2ndシングルのc/w
3. The Brand-New Girl (4:22)
作詞：leonn 作曲・編曲：ats-
  - 4thシングルのc/w
  - シングルではエンディングがフェードアウトしていたが、本作ではライブでの演奏と同様に完奏するバージョンが収録されている。
4. BFF (3:52)
作詞：S-KEY-A 作曲・編曲：石井健太郎
  - 1stシングルのc/w
5. Like A Heartbeat (3:34)
作詞：MIZUE 作曲・編曲：Jun Suyama
  - 2ndシングルのc/w
6. Can't Stop Loving (4:04)
作詞・作曲：浅利進吾 編曲：Jun Suyama
  - 3rdシングルのc/w

### DISC 2 (Type-B)
1. Tears in the sky (3:53)
作詞：Litz 作曲：Masaki Iehara/Kohei Yokono/Lauren Kaori 編曲：Masaki Iehara/Kohei Yokono
2. FLY NOW!! (5:10)
作詞：Jam9 作曲：Jam9/ArmySlick 編曲：ArmySlick
3. Party Up (4:02)
作詞：leonn 作曲・編曲：日比野裕史
4. Clarity (4:50)
作詞：leonn 作曲：吉田将樹 編曲：ats- ストリングアレンジ：清水武仁
  - GEM初のバラード。伊藤、熊代、村上、武田、伊山の5人で歌っている。
5. departure (4:53)
作詞：森月キャス 作曲：葛谷葉子 編曲：渡辺徹
  - 振り付けは小栗が担当した[11]。

### DISC 2 (Type-C)
1. きっと For You! (3:44)
作詞・作曲・編曲：SigN
  - 伊藤、小栗、武田がストリート生時代に所属していたw-Street NAGOYA(現在のなごやちゅ〜ぶ♥)の曲[12]。GEMがカバーした形となる。
2. オネガイMoonlight (4:52)
作詞・作曲・編曲：Carlos K.
  - 南口、熊代、村上、平野がストリート生時代に所属していたw-Street OSAKA(現在のOSAKA ラピラーズ)の曲。GEMがカバーした形となる。原曲やライブでの演奏と異なり、アウトロ部にボーカルが入っている。
3. Speed up (3:35)
作詞・作曲・編曲：Carlos K.
  - インディーズで発売されたシングル。当時のボーカルのまま収録されている。
4. Do it Do it (4:03)
作詞・作曲・編曲：小田桐ゆうき
  - インディーズで発売されたシングル。当時のボーカルのまま収録されている。
5. EMERGE!! (4:23)
作詞：鈴木まなか 作曲：鈴木まなか/Carlos K. 編曲：Hiroki Sagawa
  - 武田のソロ曲。原曲からキーを全音上げている。
  - タイトルは武田とその両親で考えたもので、レッスン生（さなぎ）だった武田が羽を得た蝶に羽化（デビュー）するという思いが込められている[13]。
6. DANCIN' DANCIN' DANCE!! (3:59)
作詞・作曲・編曲：小田桐ゆうき
  - 伊藤、小栗、村上、平野のユニット曲

### DISC 3 (Type-A)
1. Girls Entertainment Overture "Music Video"
2. We're GEM! "Music Video"
3. Do You Believe? "Music Video"
4. Star Shine Story "Music Video"
5. No Girls No Fun "Music Video / LIVE ver."
6. You You You "Music Video / LIVE ver."
7. Delightful Days "Music Video / LIVE ver."
8. Baby, Love me! "Music Video"
9. Fine! 〜fly for the future〜 "Music Video"
10. GEM special interview -memories-

## 音楽配信
前述のとおり、音楽配信ではダウンロードもストリーミングもDISC 1 → DISC 2 (Type-A) → DISC 2 (Type-B) → DISC 2 (Type-C)の順で収録された1つのアルバムとみなし、1形態のみの販売を行っている(もちろんダウンロードは1曲単位でも購入可能)。

## イベント
| 日程    | 公演名 | 会場                                      | 備考                       |
| ------- | --- | ----------------------------------------- | -------------------------- |
| 1月31日 | GEM Event Mixture 2016 〜fly for the future〜                                                                   | ららぽーと柏の葉                          | ミニライブ・グループ握手会 |
| 2月6日  | GEM Event Mixture 2016 〜fly for the future〜                                                                   | ららぽーと豊洲                            | ミニライブ・グループ握手会 |
| 2月7日  | GEM Event Mixture 2016 〜fly for the future〜                                                                   | 東武百貨店池袋店                          | ミニライブ・グループ握手会 |
| 2月14日 | GEM Event Mixture 2016 〜fly for the future〜                                                                   | ラゾーナ川崎プラザ                        | ミニライブ・グループ握手会 |
| 3月6日  | GEM Event Mixture 2016 〜fly for the future〜                                                                   | ららぽーと豊洲                            | ミニライブ・グループ握手会 |
| 3月20日 | GEM Event Mixture 2016 〜fly for the future〜                                                                   | ららぽーと富士見                          | ミニライブ・グループ握手会 |
| 3月23日 | GEM 5thシングル「Fine! 〜fly for the future〜」& 1stアルバム『Girls Entertainment Mixture』リリース記念イベント | ラゾーナ川崎プラザ                        | ミニライブ・グループ握手会 |
| 3月26日 | GEM 5thシングル「Fine! 〜fly for the future〜」& 1stアルバム『Girls Entertainment Mixture』リリース記念イベント | もりのみやキューズモールBASE              | ミニライブ・グループ握手会 |
| 3月27日 | GEM 5thシングル「Fine! 〜fly for the future〜」& 1stアルバム『Girls Entertainment Mixture』リリース記念イベント | 東京ドームシティ ラクーアガーデンステージ | ミニライブ・グループ握手会 |

※他、各イベントにおいてCD・ミュージックカード予約購入者対象の握手会も開催された。